# Verticil

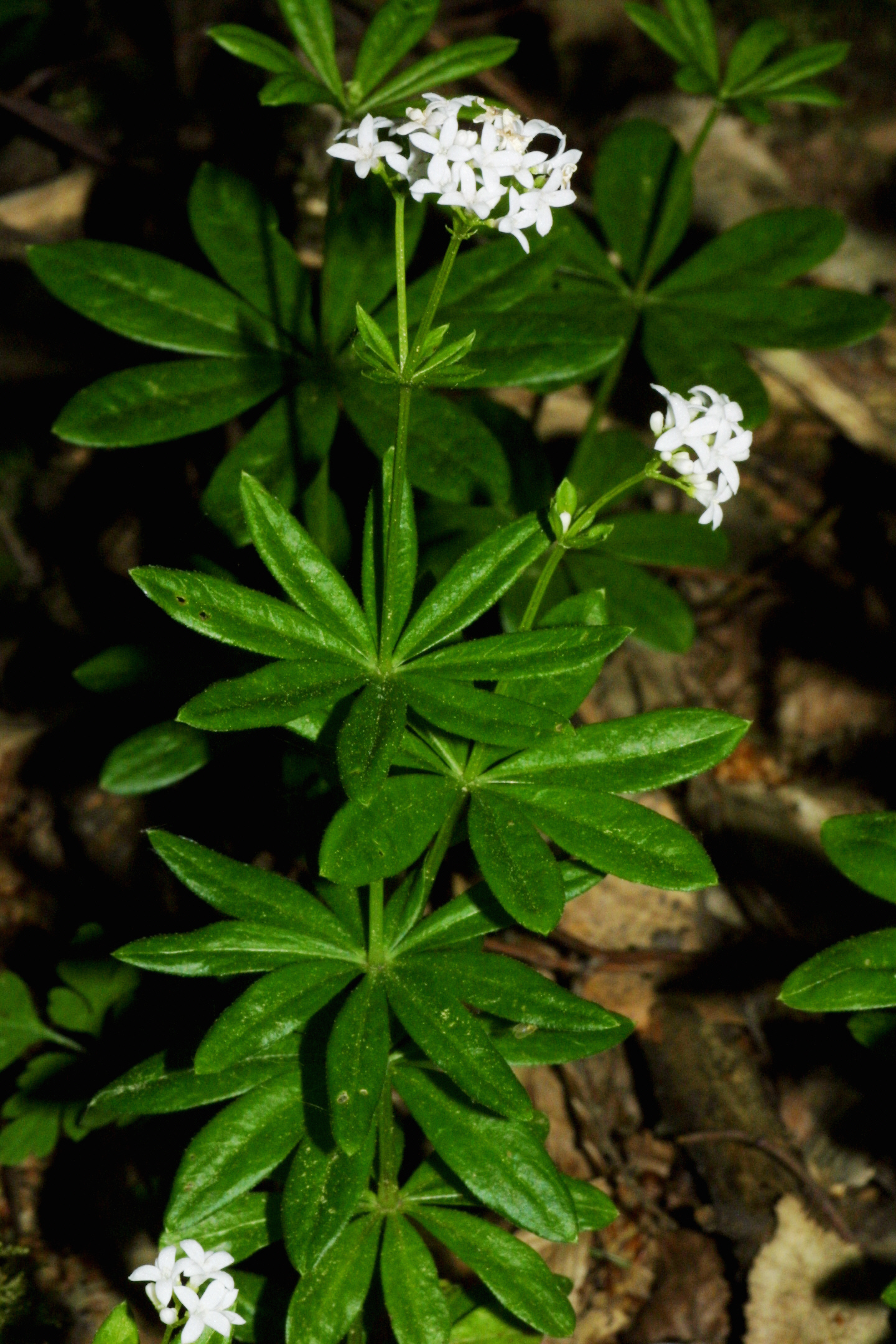
Detall d'una tija de Galium odoratum amb fulles verticil·lades

En botànica s'anomena verticil un aplec de tres o més fulles, estams, branques o altres òrgans que naixen al mateix nivell d'una tija o eix, formant un cercle al seu voltant. Si solament són dos els òrgans que naixen al mateix nus, es diu que són oposats.
Les fulles poden estar disposades en verticils, es diu que són verticil·lades, però aquesta disposició és més típica en les fulles modificades que formen la flor de les angiospermes.
En el cas de les flors el verticil rep diferents noms en funció de la seva posició i funció:
- Calze: format per sèpals.
- Corol·la: format per pètals.
- Androceu: format pels estams.
- Gineceu: format per carpels, de vegades agrupats en pistils.